# عاشقان (فیلم ۲۰۱۷)
عاشقان (انگلیسی: The Lovers) فیلمی در ژانر کمدی و رمانتیک به کارگردانی آزازل جیکوبز است که در سال ۲۰۱۷ منتشر شد. از بازیگران آن می‌توان به دبرا وینگر، احمد انوشه،آیدان گیلن، و جسیکا سولا اشاره کرد.